# Charles Joughin
Charles Joughin (Birkenhead, Cheshire, 1879. augusztus 3. – Paterson,  1956. december 9.) a Titanic egyik pékje, megmenekült személy a legénységből. Joughin Liverpool mellett született, a Titanicon kívül az Olympic nevű hajón is szolgált.

## A Titanicon
Joughin pékmesterként dolgozott az elsüllyeszthetetlen hajón. Kabinja az E fedélzeten volt. Elmesélése szerint a vasárnapi éjszakán „erősen telített” állapotban volt, többek között a brandynek köszönhette az életét. Amikor a hajó összeütközött a jégheggyel, Joughin épp aludt, a süllyedés alatt többször sétált vissza a kabinjába, hogy „kicsit ledőljön aludni”. Mire felment a csónakokhoz, a víz elöntötte az E fedélzetet.
Joughin ittasan sem veszítette el a lélekjelenlétét. Előbb kenyereket hordatott a fedélzetre a pékekkel, majd nőket szállított be a mentőcsónakokba erőszakkal, amikor még – a csónakba szállás kezdetén – vonakodtak maguktól beszállni. Később nyugszékeket hajigált a tengerbe kapaszkodónak.
Percekkel a végső elmerülés előtt, amikor  a hajó teste 45 fokos szögben állt kifelé, a pékmester a hajó farába menekült, és felállt a hajó hátoldalára. Mikor a hajó végleg elsüllyedt, csaknem két órán keresztül úszott, míg elérte a felborult B csónakot, amelyen már tucatnyi hajótörött állt. Joughin már nem fért fel a csónak gerincére, ezért egy kollégája karjába kapaszkodva úszott a B csónakon levők megmentéséig. Nemigen érezte a jéghideg vizet, mivel még az alkohol hatása alatt volt.
Joughin 1956 decemberében hunyt el, 77 esztendősen.